# Corticostérone
La corticostérone est une hormone corticostéroïde sécrétée par le cortex (plus précisément dans la zone fasciculée) de la glande surrénale à partir du cholestérol et sous la dépendance de l'ACTH hypophysaire. Elle interfère notamment avec la sensation de peur mémorisée et avec la mémoire. Comme les autres glucocorticoïdes, elle peut modifier l’activité cérébrale et le comportement via des mécanismes génomiques classiques (on parle d'« effet nucléaire » car basé dans le noyau de neurones sur la transcription de gènes et la synthèse protéique, ce qui implique - pour ces effets - une latence longue entre l’exposition à la corticostérone et l'apparition d'une réponse). D'autres effets, non-génomiques semblent exister et induire une réponse beaucoup plus rapides (secondes à minutes).

## Fonctions
Chez de nombreuses espèces dont les amphibiens, les reptiles, les rongeurs et les oiseaux, la corticostérone est le principal glucocorticoïde. Elle est impliquée dans la régulation de l'énergie métabolique, des réactions immunitaires et des réponses au stress. Chez l'être humain c'est une autre molécule (le cortisol) qui est le principal glucocorticoïde ; il est produit principalement dans la zone du  fasciculata du cortex surrénal. 
Chez l'Homme la corticostérone semble n'avoir qu'une faible importance parmi les glucocorticoïdes et minéralocorticoïdes  ; son principal rôle serait d'être un intermédiaire dans la voie stéroïde de la prégnénolone à l'aldostérone (La corticostérone est convertie en aldostérone par un enzyme (l'aldostérone synthase) qui ne se trouve que dans les cellules mitochondriennes des cellules du glomérule rénal qui se trouvent dans la région la plus superficielle des cellules endocrines du cortex surrénal).

La corticostérone est la molécule précurseur de la minéralocorticoïde aldostérone, l'un des principaux modulateurs homéostatiques des niveaux de sodium et de potassium in vivo.

## Mécanismes de production et de libération
Un exemple d'une voie de libération est la stimulation des cellules de la peaux de certains amphibiens par les UV-B. Ce stimullus chez le Triton à peau rugueuse (Taricha granulosa) semble déclencher la biosynthèse de corticostérone.

## Corticostérone chez les oiseaux
De nombreuses recherches ont porté sur les effets de la corticostérone chez les oiseaux, dont un bref aperçu est présenté ci-dessous.
La corticostérone inhibe la synthèse des protéines et dégrade les protéines. 

Un taux élevé de corticostérone induit une croissance ralentie des plumes pendant en période de mue, et une période prolongée de l'inaptitude à voler. Mais de nombreux oiseaux ont naturellement des niveaux réduits de corticostérone au moment de leur mue, ce qui contribue peut-être à éviter une dégradation précoce de leurs nouvelles plumes.
La corticostérone a d'autres effets sur le développement des oiseaux. Cette hormone chez le poussin qui a faim. L'augmentation des niveaux de corticostérone chez les poussins entraîne une augmentation de la demande de nourriture et une certaine agressivité. À court terme, ceci se traduit par une plus grande chance d'obtenir de la nourriture, mais à long terme, un taux de corticostérone accrue au début de vie compromet le fonctionnement cognitif des oiseaux (diminution de l'aptitude à résoudre des problèmes, association de stimulus visuel avec la nourriture, etc.).

La réponse parentale aux poussins jouant les affamés augmenter le temps passé à la recherche de nourriture, au détriment du nid et des poussins qui sont alors sans protection. Il a été constaté qu'en période de pénurie alimentaire, chez certaines espèces d'oiseaux les poussins ont alors une production inhibée de corticostérone, ce qui réduit les effets négatifs de la corticostérone dans ce contexte.

## Effet sur la mémoire
Les stéroïdes ont divers effets sur la mémoire, modulant un large éventail de fonctions « à l'intérieur d'une vaste fenêtre temporelle allant de la microseconde à plusieurs jours ». Parmi eux la corticostérone agit de plusieurs manières sur la mémoire. 
Ses effets principaux ont été découverts et observés à travers l'effet du stress sur les souvenirs émotionnels ainsi que sur la mémoire à long terme (MLT).
Dans le domaine des souvenirs émotionnels, la corticostérone est fortement associée à la mémoire de la peur (quand des souvenirs de peur sont réactivés ou consolidés, les niveaux de corticostérone augmentent). L'augmentation de la corticostérone semble liée au soulagement de l'anxiété. Mais cet effet dépend aussi en laboratoire du moment où l'administration de corticostérone a eu lieu (par rapport au moment du conditionnement de la peur) ; Selon le moment où elle agit, la corticostérone peut faciliter ou au contraire interrompre une peur conditionnée. 
Non seulement la corticostérone a des effets sur les souvenirs émotionnels, mais elle contribue aussi à la reconnaissance mémorielle et à la consolidation des souvenirs.
Concernant la reconnaissance et les souvenirs à long terme, la corticostérone a des effets variables. 
Des études montrent que la modification de certains processus chimiques et cérébraux affectant les niveaux de corticostérone peut aussi avoir une incidence sur les effets de stress sur la mémoire. 
Ainsi chez le rat des fluctuations du taux de corticostérone permettent d'éviter une diminution de la mémoire de reconnaissance par le stress dans des quantités inférieures. 

## Source, notes et références
1. ↑  Masse molaire calculée d’après « Atomic weights of the elements 2007 », sur www.chem.qmul.ac.uk.
2. ↑  Kaouane N (2010). Mémoire émotionnelle normale et pathologique: implication des glucocorticoïdes intra-hippocampiques (Doctoral dissertation, Bordeaux 1) (résumé).
3. ↑  "e.hormone | The Hormones : Corticoids". Consulté 2009-04-09.
4. ↑  C. Michael Hogan (2008) Rough-skinned Newt (Taricha granulosa), Globaltwitcher, ed. Nicklas Stromberg
5. ↑  Romero, L.M., Strochlic, D., Wingfield, J.C. (2005). Corticosterone inhibits feather growth: Potential mechanism explaining seasonal down regulation of corticosterone during molt. Comparative Biochemistry and Physiology Part A: Molecular & Integrative Physiology, 142, 65-73
6. ↑  Kitaysky, A.S., Kitaiskaia, E.V., Piatt, J.F., Wingfield, J.C. (2003). Benefits and costs of increased levels of corticosterone in seabird chicks. Hormones and Behavior, 43, 140-149.
7. ↑  Kitaysky, A.S., Piatt, J.F., Wingfield, J.C. (2000). Corticosterone facilitates begging and affects resource allocation in the black-legged kittiwake. Behavioral Endocrinology, 12, 619-625
8. ↑  Kitaysky, A.S., Kitaishaia, E.V., Wingfield, J.C., Piatt, J.F. (2001). Dietary restriction causes chronic elevation of corticosterone and enhances stress response in red-legged kittiwake chicks. Journal of Comparative Physiology B, 8, 701-709
9. ↑  Celerier, Aurélie (2002) Mécanismes d'action des glucocorticoïdes. Université de Bordeaux I, 14 (page 27 sur 357) .
10. ↑  A. Albrecht et al. (2013), Long-Lasting Increase of Corticosterone After Fear Memory Reactivation: Anxiolytic Effects and Network Activity Modulation in the Ventral Hippocampus. Neuropsychopharmacology. 38: 386-394.